# Gnophos mundata
Gnophos mundata là một loài bướm đêm trong họ Geometridae.